# Рагул Сінг
Рагул Сінґг (англ. Rahul Singh), OOnt (жовтень 1970, Монреаль, Квебек) — канадський парамедик, засновник і виконавчий директор гуманітарної організації GlobalMedic, спрямованої на підтримку постраждалих від гуманітарних катастроф та складних ситуацій. Від часу заснування в 1998 році організація під керівництвом Рагула Сінґга здійснила 30 міжнародних допомогових місій.

## Нагороди
Діяльність Сінґга отримала визнання у світовому масштабі. За організацію діяльності GlobalMedic у 2010 році Сінґг був названий у списку журналу Тайм Time 100 серед «Найбільш впливових людей у світі». Він також був названий серед «Top 40 Under 40» (40 найвпливовіших осіб до 40-річного віку) за 2009 рік. Газета The Globe and Mail включила його до числа «канадців, які змінили світ» англ. “Canadians changing the world”, також газета Toronto Star назвала його серед 12 «канадців, які змінили те, як ми думаємо».
У 2006 Прем'єр-міністр Стівен Гарпер нагородив Сінґга Премією гуманітарія року (англ. “Humanitarian of the Year Award”).
У 2012, він був нагороджений Орденом Онтаріо.
У 2024 році українська діаспора Канади відзначила GlobalMedic Премією Тризуб у номінації «Друзі України» та вручила голові GlobalMedic кришталевий тризуб.

## References
1. ↑  GlobalMedic. Mission Statement. GlobalMedic website. GlobalMedic. Процитовано 17 січня 2012.
2. ↑  Bellerive, Jean-Max (29 квітня 2010). The 2010 TIME 100: Rahul Singh. Time.com. Архів оригіналу за 2 травня 2010.
3. ↑  Virmond, Kira (3 червня 2010). Canada's Top 40 Under 40. The Globe and Mail. Процитовано 17 січня 2012.
4. ↑  Weeks, Carly (31 грудня 2011). Canadians Changing the World - The Crusaders. The Globe and Mail. Процитовано 17 січня 2012.
5. ↑  Ward, Olivia (8 січня 2012). 12 Canadians changing the way we think. Toronto Star. Процитовано 17 січня 2012.
6. ↑  27 Appointees Named To Ontario's Highest Honour.
7. ↑  Friend of Ukraine: GlobalMedic//Tryzub Award Website